# Cretoscarabaeus lenliginosus
Cretoscarabaeus lenliginosus là một loài bọ cánh cứng trong họ Bọ hung (Scarabaeidae).